# 医用画像
医用画像（いようがぞう、英: Medical imaging）は、主に病気の診断および治療のために、人体内部の構造や機能を画像として可視化する検査技術である。
医用画像には、単純X線撮影、コンピュータ断層撮影（CT）、核磁気共鳴画像法（MRI）、超音波断層画像（US）、核医学検査、血管造影などがある。単純X線撮影やCTでは、組織によりX線の吸収率が異なることを利用して画像を得る。また超音波検査の場合、超音波により組織内のエコーから内部構造を知ることができる。
本来、画像を生成するよう設計されていなかった測定手法や記録手法（脳波や脳磁図）も一種の地図のように表せるデータを生成することから、医用画像の一種とみなすこともできるが、一般にはこれらは医用画像には含まれない。
医療施設では、主に診療放射線技師が医用画像の撮影を行う。また、撮影された医用画像を医学的に解釈する医師を放射線診断医あるいは画像診断医と呼び、医師の専門分野のひとつである。また、撮影された画像に対し必要に応じた画像処理を施すことがあり、これも医療施設内では診療放射線技師あるいは放射線診断医が行うことが多い。
一方、医用画像撮影機器の開発は医用生体工学、医用物理学、情報工学の領域である。医用画像検査のために開発された様々な技術は、他の科学や産業にも応用されている。
2010年時点で、全世界で50億件の医用画像検査が実施されている。

## 主な画像処理技術

### 単純X線撮影
X線を一方向から短時間照射して静止画像を得るもの。

### X線透視撮影
X線を一方向から連続的に照射して、リアルタイムで画像を得るもの。バリウムのような造影剤を使うと胃や腸の構造を可視化することができ、潰瘍や胃癌・大腸癌などの診断に有用である。

### X線断層撮影
X線断層撮影（Tomography）は、一方向からのX線を動かしながら照射することにより、人体の断面の画像を得る手法である。以下のような種類があるが、歯科で用いられるオルソパントモグラフィを除き、CTが普及した現在ではほとんど用いられない。
直接断層撮影最も基本的な断層撮影法。X線発生装置は人体上をA点からB点まで移動し、同時に受像部がB点からA点まで移動する。この時、X線の焦点に診断したい部位が来るようにすると焦点面のみが結像し、焦点面の上下はぼやけてほとんど写らなくなる。
多軌道断層撮影装置を円形・楕円形・8の字など様々に動かす複雑な断層撮影法。
狭角断層撮影直線断層撮影から派生した手法であり、限定された弧を描くような動きをする。
オルソパントモグラフィ（OPT）顎全体のX線画像をあたかも骨を切り開いたかのように平面に撮影することができ、歯学分野でよく使われる。

### コンピュータ断層撮影（CT）
人体の360度方向からX線を照射し、そのデータをコンピューター処理することにより断層像を得るものである。最近はらせん状に人体をスキャンするもの（らせんCTあるいはヘリカルCT）が主流である。単純X線撮影よりも被曝量が多いが、得られる情報ははるかに多い。

### 核磁気共鳴画像法（MRI）
核磁気共鳴画像（MRI）は、強力な磁石を使って人体中の水分子にある水素原子核（1つの陽子）を分極/励磁させ、発生する信号を空間的に符号化することで人体の画像を得る。MRI は2種類の電磁場を使用する。第一は非常に強力な静磁場（数テスラ単位）であり、水素原子核を分極させる。第二はそれよりもやや弱い傾斜磁場であり、空間の符号化のために時間と共に変化する（1kHzオーダーの変化）。そして、水素原子核に極めて強い高周波（要するに電波である）を当てて、放出される高周波を受信し画像化する。CT と同様、MRIは人体をスライスにしたような二次元の画像を生成するため、断層撮影技術の一種でもある。最近では、複数の二次元画像を合成したり、はじめから三次元データを収集することにより、三次元のイメージを生成することが可能である。CT とは異なり、MRIは放射線を使わないため、健康への危険性が少ないとされている。例えば、X線やCTと異なり、強い磁場による人体への影響は特に知られていないため、撮影回数に制限がないとされている。組織が高周波によって過熱する危険性が指摘されてはいるが、体内あるいは皮膚表面に金属が存在しない限り実際上問題となることはない。ペースメーカーなどの金属が体内にあると検査を受けられない。これはペースメーカー内のICが電磁波によって破壊されたり、誤作動したりといった事例が報告されているためであり、過熱が原因ではない。これらの危険性は検査手順や機器の設計によって制御される性質のものではなく、静磁場強度に依存するものである。CT と MRI はそれぞれ組織の異なる特性を検知するため、画像も全く異なったものとなる。CT では、X線の組織における吸収の程度のみが画像の濃淡を決定する要素であり、組織コントラストは一般にあまりよくない。MRI は水素を含む組織しか見られないため、カルシウムでできている骨は写らないが、軟部組織コントラストは一般にCTよりよい。このため、脳の内部や関節の診断に適している。

### 核医学検査
核医学には検査と治療の両方が含まれる。核医学検査は、放射性同位体（RI）で標識した物質を投与して、その物質の体内における分布を検出するものである。単純X線、CT、MRIなど他の医用画像が解剖学的な構造を評価するものであるのに対し、核医学検査は生理学的機能の評価を可能にする。
核医学検査には、99mTcなどの比較的短寿命のガンマ線核種が用いられる。投与されたRIは、標識された物質の種類により特定の組織に優先的に分布するため、病変の有無や広がりを評価することができる。

#### シンチグラフィ
RIで標識した物質を体内に投与した後、ガンマカメラを用いて一方向から撮影し、二次元的にRIの分布を検出するもの。

#### 単一光子放射断層撮影（SPECT）
RIで標識した物質を体内に投与した後、ガンマカメラを人体の周囲に回転させて360度方向からガンマ線を検出し、そのデータを用いてRIの三次元的分布を得るもの。

#### ポジトロン断層法 (PET)
ポジトロン断層法シンチグラフィと同様に、18F などの短命な核種を腫瘍に吸収されやすいグルコースなどの物質に似た物質に組み込んで投与する。PET装置はCT装置と組み合わせて使われることが最近多くなりつつある。これにより、PETで検出された腫瘍について、CTで得られる解剖学的構造で位置を確定することができる。

### 超音波検査（US）
1.5から15.0MHzの超音波を使い、組織からの反射によって二次元画像を取得するもので、リアルタイムに観察することが可能である。腹部臓器、心臓、胎児、脚の静脈などの画像を得るのに使われる。CT や MRI に比較して解剖学的な情報量は少ないといった記載をしばしばみるが誤りであり、リアルタイムに観察できるという点は非常に大きな利点である。また、磁場や放射線よりも超音波は安全であると考えられている。また、運用も比較的安価で、扱いやすい。ドップラー効果を利用して血流速度等を測定することも出来る。

## 三次元画像の生成

CTスキャン結果を3Dアニメーションにしたもの

最近ではCTやMRIや超音波の画像を三次元画像に変換するソフトウェアが登場している。CTやMRIはかつては二次元画像しか撮影できなかったが、近年では1mm以下の薄いスライス像を短時間に撮影することが可能になったため、それらを統合して三次元画像に再構成することができるようになった。三次元超音波画像も同様の手法で生成される。
重要な構造を詳細に視覚化できるため、三次元視覚化手法は各種診断や外科治療にとって重要な情報源となっている。結合双生児の分離手術でも三次元画像が重要な情報源となっている。
コンピュータの処理能力が向上した2000年代以降は、各組織の透過率をコントロールし、内部を可視化するボリュームレンダリングという技術も用いられるようになった。
これらの画像処理に用いられるソフトウェアは医療用画像処理ソフトウェアを参照。
その他の（研究中も含む）三次元画像技術には以下のものがある:
- 拡散光トモグラフィ
- エラストグラフィ
- 電気インピーダンス・トモグラフィ
- 光音響画像処理
- 眼科学
  - 角膜形状解析法
  - 光コヒーレンス断層画像化法
  - 走査レーザー検眼鏡

これらの一部は未だ研究段階にあり、臨床には使われていない。